# Diüllosz (szobrász)
Diüllosz (Δίυλλος, latinosan Diyllus, I. e. 5. század) görög szobrász.
Korinthoszban élt és alkotott I. e. 480 körül, idősebb Plinius is csupán ennyit közöl róla, de egyetlen munkáját sem említi.[forrás?]
Amüklaiosszal közösen alkották egy Telliasz nevű jós szobrát nem sokkal a perzsa háborúk előtt. Harmadik társukkal, Khionisszal közösen Delphoi jósdája számára készítettek szoborcsoportot Apollón és Héraklész küzdelméről, Artemisz és Pallasz Athéné támogatásával.